# 西念寺 (大阪市此花区)
西念寺（さいねんじ）は、大阪府大阪市此花区伝法にある浄土宗の仏教寺院。

## 歴史
- 大化元年（645年）インドの法道上人が渡来して、草庵を結んだ跡と伝え、古くは法道の松という老松があった。
- 永禄3年（1560年）唯念上人が草創。
- 天保年間、伝法川架橋工事中に作業員が高熱で倒れ、川底から出現した石像十一面観を祀ると治まったといい、観音霊場として西国に広く知られた。
- 明治6年-10年（1873年-1877年）には伝法小学校が置かれていた。

## 交通アクセス
- 阪神なんば線伝法駅より、西に徒歩5分。